# 蒂塔斯乌帕齐拉
蒂塔斯乌帕齐拉 (英语: Titas Upazila) 是孟加拉国吉大港专区库米拉县的一个乌帕齐拉。位于北纬23°32'-23°39'，东经90°42'-90°51'。在霍姆纳之南，达乌德坎迪之北，穆拉德纳加尔之西，梅克纳之东。蒂塔斯的总人口为166457人，其中男性人口有83079人，女性83378人。